# Bazylika archikatedralna Wniebowzięcia Najświętszej Maryi Panny w Białymstoku
Zespół bazyliki archikatedralnej Wniebowzięcia Najświętszej Maryi Panny w Białymstoku – zespół świątynny w Białymstoku, złożony z dwóch połączonych ze sobą budynków kościelnych: starego (z początku XVII wieku) oraz nowego (z początku XX wieku).
Bazylika stanowi główną świątynię archidiecezji białostockiej oraz parafii Wniebowzięcia Najświętszej Maryi Panny w Białymstoku.

## Stary kościół (późnorenesansowy)

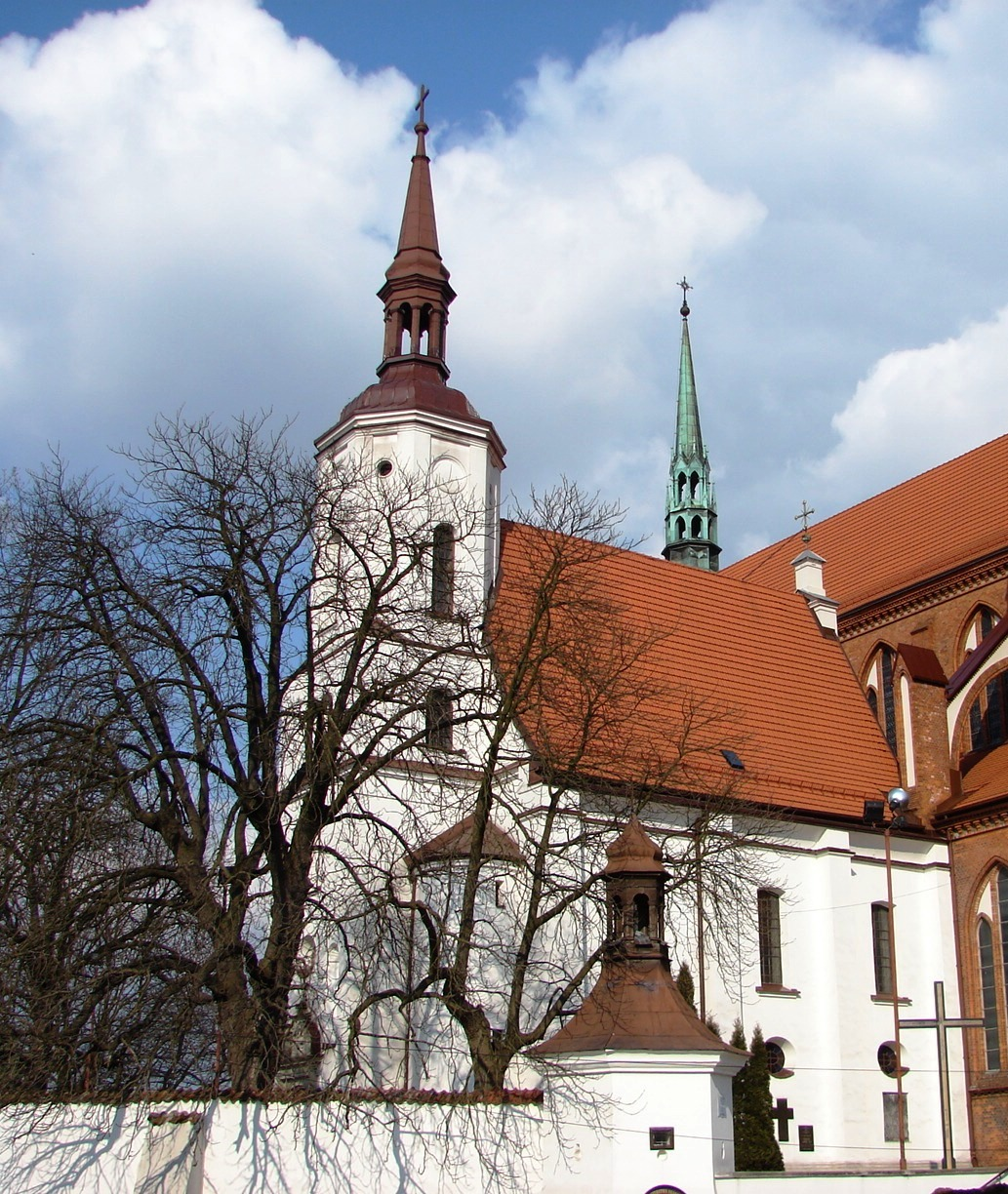
Budynek starego kościoła farnego

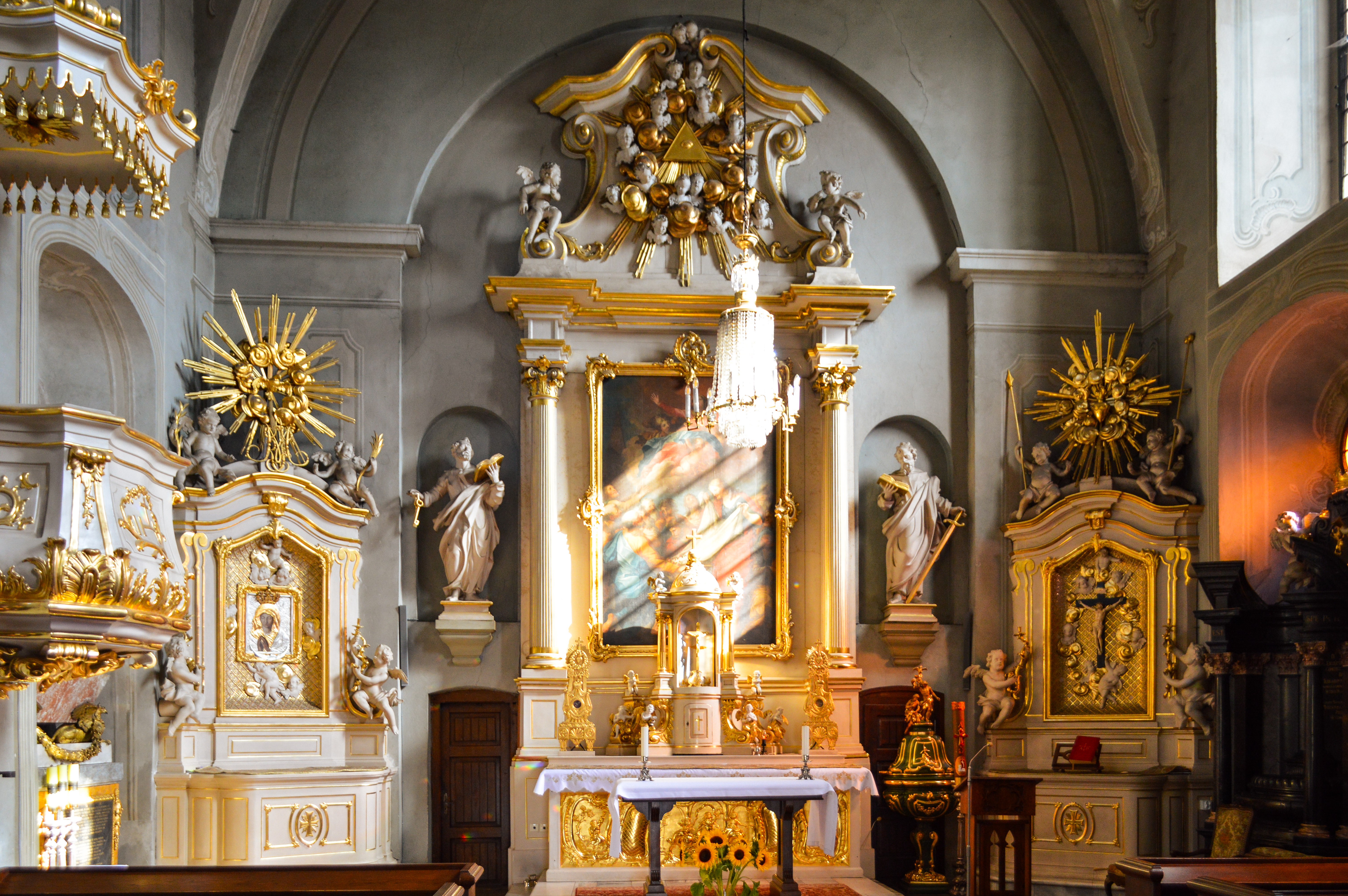
Wnętrze XVII-wiecznego kościoła farnego

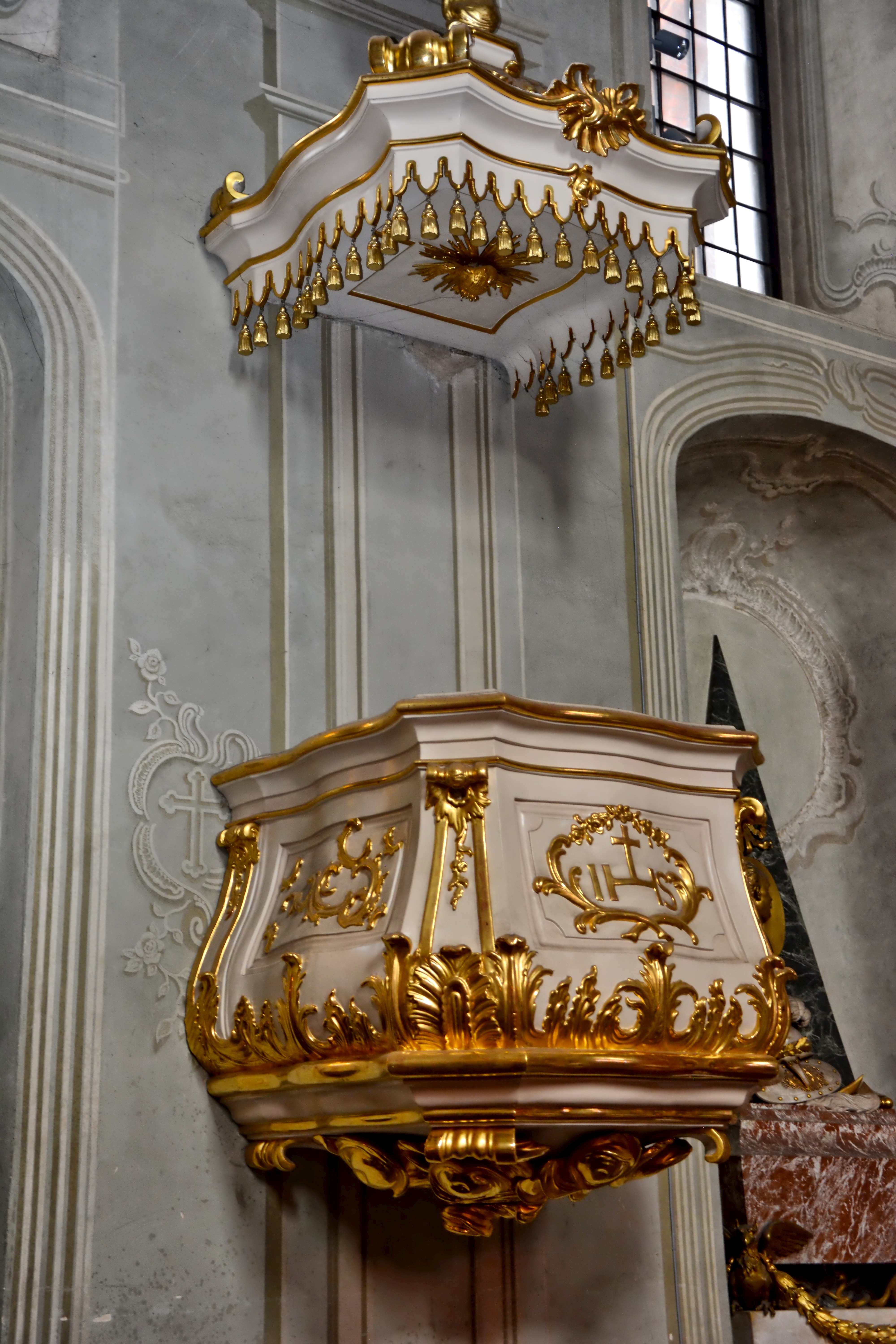
Późnorenesansowa ambona w starym kościele farnym

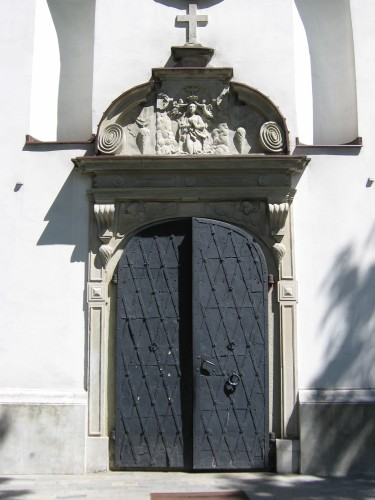
Zabytkowy portal starego kościoła farnego

Kościół późnorenesansowy zbudowany w latach 1617–1625, murowany, wzniesiony z fundacji Piotra Wiesiołowskiego, ukończony przez jego syna Krzysztofa. Wewnątrz późnobarokowe wyposażenie fundowane przez Jana Klemensa Branickiego. Pierwotnie świątynia miała charakter późnogotycki z elementami renesansu mazowiecko-litewskiego. Ściany kościoła pokryte polichromią z 1751 wykonaną przez Antoniego Herliczkę.
W świątyni organizowane są w czerwcu niedzielne koncerty organowe pod nazwą "Muzyka w Starym Kościele".

### Ołtarz główny Wniebowzięcia NMP
Ołtarz główny drewniany, pokryty białą polichromią ze złoceniami. Nad ołtarzem wisi obraz Wniebowzięcia NMP, namalowany przez artystę barokowego, tworzącego na dworze Branickich, Augustyna Mirysa. Nad obrazem widnieje oko Opatrzności Bożej. Niżej mensa z tabernakulum (podobnym do tabernakulum Berniniego w Rzymie). Antepedium, to płycizna z rokokowymi rzeźbami, stanowiąca ewenement ikonograficzny, wykorzystano tu bowiem w dobie Oświecenia wątki apokryficzne. Środkowa scena antepedium przedstawia wniebowzięcie NMP; z prawej strony widnieje prorok Eliasz; z lewej – mężczyzna zwrócony twarzą do Maryi.
Po obu stronach ołtarza głównego znajdują się rzeźby św. Piotra i Pawła z 1751 autorstwa Jakuba Fontany lub Jana Jakuba Plerscha.
Oprócz ołtarza głównego w kościele znajduje się ołtarz Jezusa Ukrzyżowanego.

### Epitafium
Na ścianie starego kościoła wisi Epitafium Izabelli Branickiej. Jest to haftowana tkanina w pięknej ramie z 1811, wykonana przez przyjaciółkę "Pani Krakowskiej". Na szczycie Epitafium znajduje się alabastrowy wazon, zawierający pamiątki drogie sercu Izabelli. Świątynia posiada późnobarokowe organy ufundowane przez Jana Klemensa Branickiego i zbudowane w 1753 przez Antoniego Wierzbowskiego z Warszawy.

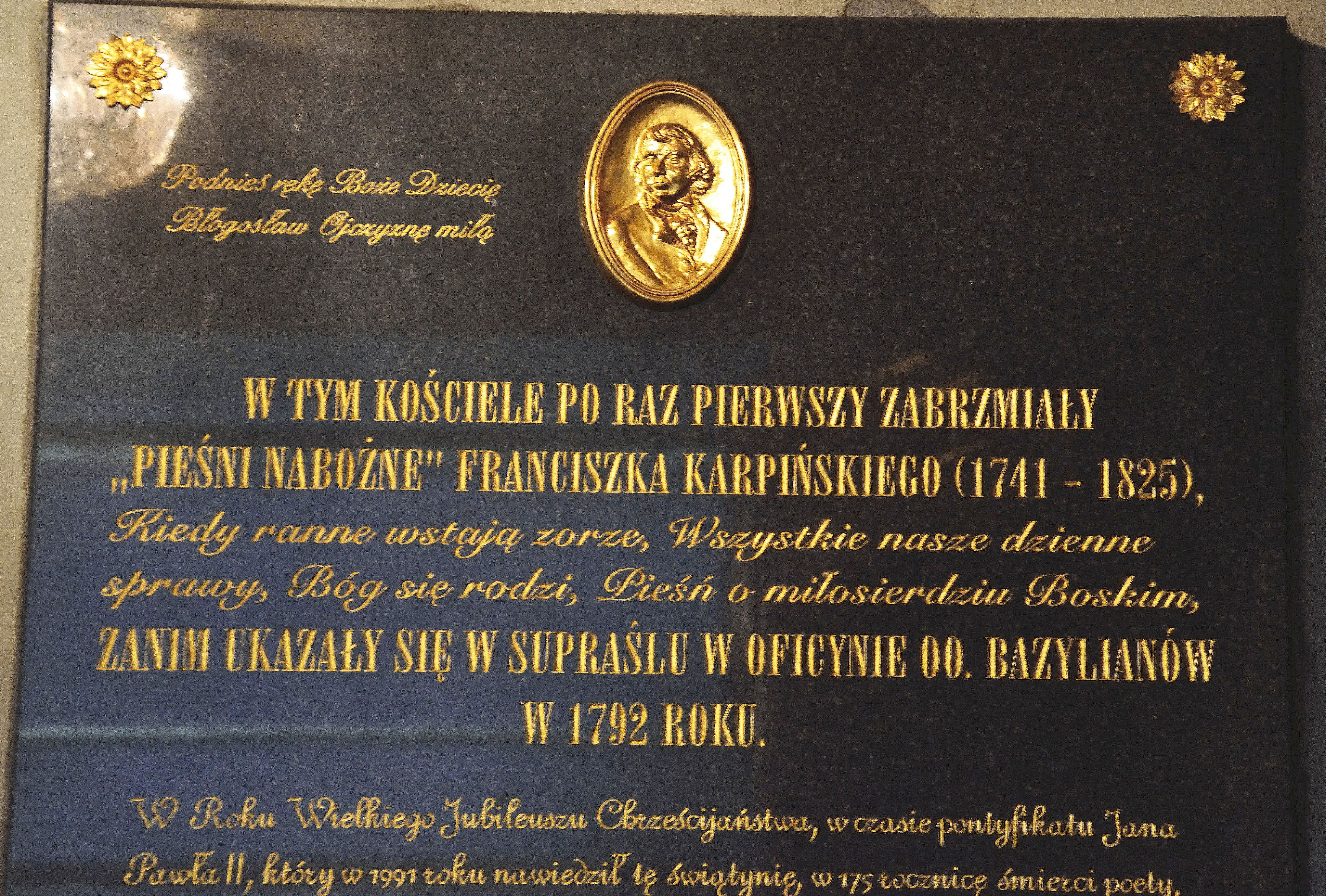
Tablica pamiątkowa w starym kościele farnym

### Tablice upamiętniające
Na ścianach starego kościoła farnego wiszą trzy tablice.
Pierwsza upamiętniająca fundację kościoła z 1617 o treści "Na cześć Boga Najwyższego Trójcy Świętej, Najświętszej Marii Panny i Wszystkich świętych, świątynię od fundamentów wzniósł Piotr Wiesiołowski marszałek Wielkiego Księstwa Litewskiego, starosta kowieński, tykociński" (oryginał w języku łacińskim).
Druga pamiątkowa Franciszka Karpińskiego o treści "W tym Kościele po raz pierwszy zabrzmiały "Pieśni nabożne" Franciszka Karpińskiego (1741-1825). Kiedy ranne wstają zorze, Wszystkie nasze dzienne sprawy, Bóg się rodzi, Pieśń o miłosierdziu Boskim, zanim ukazały się w Supraślu w oficynie OO. Bazylianów w 1792 r.... " Tablica została ufundowana w 175. rocznicę śmierci poety. 
Trzecia z informacją o konsekracji tej świątyni w drugą niedzielę po Wielkanocy w 1664.

### Mauzoleum rodu Gryfitów-Branickich
Kościół stanowił mauzoleum rodzinne rodu Gryfitów-Branickich. 
Nagrobek po prawej stronie ołtarza poświęcony jest pamięci babki i ojca Jana Klemensa – pochowane są tu serca: marszałkowej koronnej Katarzyny Aleksandry z Czarneckich Branickiej (zm. 1698) i Stefana Mikołaja Branickiego (zm. 1709). Nagrobek (proj. Kacper Bażanka) ten zbudowany jest z czarnego marmury dębickiego (częściowo także z różowego). Nad sarkofagiem kartusz, wykonany z pozłacanej blachy miedzianej, z rodowymi herbami: Gryfem (Branickich), Lisem (Sapiehów) i Łodzią (Czarneckich) oraz koroną. Po obu stronach kartusza aniołki putta trzymające atrybuty przemijania – klepsydrę i ludzką czaszkę.
Mauzoleum to ufundowane zostało przez żonę Stefana Mikołaja, a zarazem matkę Jana Klemensa – Katarzynę Scholastykę z Sapiehów Branicką.
Drugi nagrobek znajduje się po przeciwnej stronie ołtarza (względem pierwszego nagrobka) i został ufundowany przez Izabellę z Poniatowskich. Nagrobek został wykonany w Rzymie, a następnie przywieziony do Polski. Zbudowany jest z włoskiego różnokolorowego marmuru i złoconego brązu. Pochowane w nim jest serce Jana Klemensa Branickiego (zm. 1771). Urna podtrzymywana jest przez herbowe Gryfy, a całość zamyka piramida ze złoconym medalionem z profilem Branickiego. Na nagrobku znajdują się także trofea władzy hetmańskiej (m.in.: hełm z pióropuszem, szabla i buława).

### Podziemia
W podziemiach starego kościoła znajdują się krypty, wśród nich "krypta fundatorów" w której spoczywają m.in.: Katarzyna Poniatowska (zm. 1772, trumna rokokowa, bogato złocona) i Izabella z Poniatowskich Branicka (trumna klasycystyczna z drzewa mahoniowego). W pozostałych kryptach znajdują się trumny abpa Edwarda von Roppa (zm. 1939, przywiezionego do Białegostoku w 1983), biskupa diecezji mińsko-mohylewskiej, abpa Edwarda Kisiela (zm. 1993), abpa Stanisława Szymeckiego (zm. 2023) i abpa Edwarda Ozorowskiego (zm. 2024).

## Nowy kościół (neogotycki)

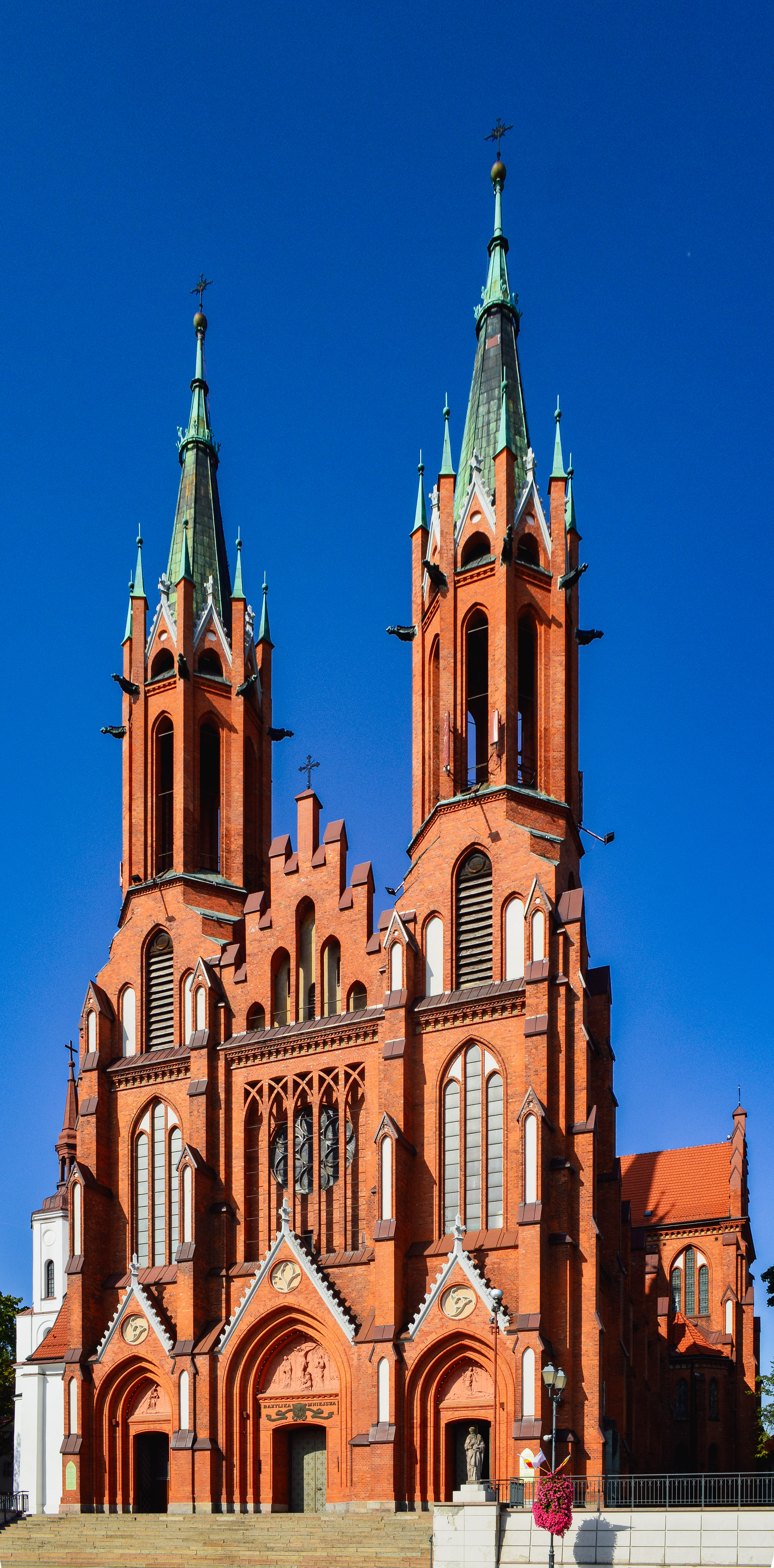
Fasada archikatedry białostockiej

Obok starego kościoła farnego znajduje się o wiele większy kościół neogotycki, wzniesiony w latach 1900-1905 według projektu Józefa Piusa Dziekońskiego w stylu neogotyku nadwiślańskiego, długi na 90 m i wysoki na 72,5 m (wieże).
Wierni dostali od władzy carskiej zgodę tylko na rozbudowę istniejącego kościoła ufundowanego przez Wiesiołowskich, ponieważ w ramach polityki rusyfikacji ludności polskiej nie pozwalano na budowę nowej świątyni. Jednak przybudówka, powstająca w miejscu prezbiterium starego kościoła, rozrosła się i to pod okiem władzy, w dużej mierze korumpowanej przez mieszkańców.
Prokatedra administratorów apostolskich części archidiecezji wileńskiej pozostałej w granicach Polski po II wojnie światowej zwanej ze względów politycznych "archidiecezją w Białymstoku" od 1945, bazylika mniejsza od 1985, katedra od 1991, archikatedra od 1992. Spoczywa w niej m.in. abp Romuald Jałbrzykowski.

### Historia

#### Starania o budowę nowego kościoła
Pod koniec XIX w. dotychczasowa parafia liczyła ok. 12 000 osób i dotychczasowy kościół mogący pomieścić ok. 1000 osób był za mały. W I poł. XIX w. dziekan białostocki ks. Wilhelm Szwarc rozpoczął starania o zbudowanie nowego kościoła. Uzyskał poparcie parafian. Na lokalizację przyszłej świątyni wybrano wzgórze św. Rocha z nieczynnym cmentarzem. W sprawie projektu dziekan kontaktował się z wybitnymi architektami, Stefanem Szyllerem i Józefem Piusem Dziekońskim.

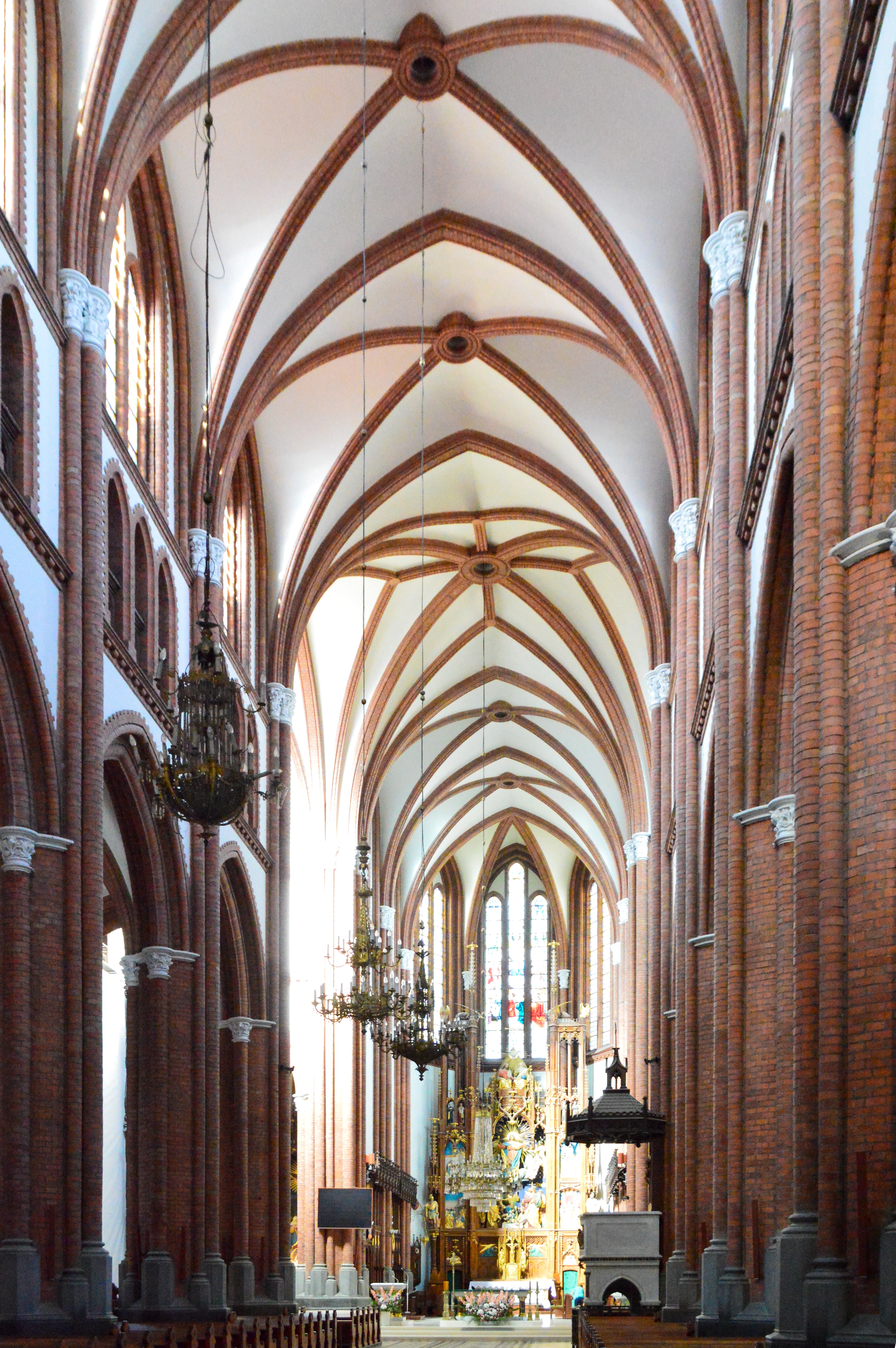
Wnętrze XX-wiecznej archikatedry

Ostatecznie wykonanie projektów dziekan zlecił J. Dziekońskiemu, który ukończył projekt pod koniec 1895 i opatrzył datą 1 stycznia 1896. Dokumentacja obejmowała lokalizację świątyni, plan sytuacyjny, rzut fundamentów i budowli (fasada, elewacje boczne, przekroje) oraz kosztorys opiewający na 92948 rubli i 2 kopiejki (w tym 4% prowizji dla architekta – 3573 ruble).
Plan przyszłej świątyni odzwierciedlał ówczesne trendy budowlane w architekturze sakralnej i zakładał budowę tzw. wielkiej katedry w stylu gotyku wiślano-bałtyckiego. Rzut poziomy i opis architektoniczny kościoła wskazywał, że chodzi o trójnawową, czteroprzęsłową bazylikę z transeptem ze skrzyżowaniem naw na planie kwadratu i prezbiterium z półokrągłym obejściem. Z zewnątrz korpus miał być opięty łukami przyporowymi. Świątynię miała zamykać reprezentacyjna, dwuwieżowa fasada.
Zgodnie z ówczesnymi procedurami administracyjnymi wierni przekazali dziekanowi podanie o wybudowanie nowej świątyni, a ten wysłał prośbę wraz z projektem i kosztorysem do Kurii Biskupiej w Wilnie. Konsystorz Wileński przesłał z kolei wymagane dokumenty do gubernatora w Grodnie.

Prawdopodobnie przełomowym momentem dla sprawy budowy nowego kościoła okazała się wizyta cara Mikołaja II w Białymstoku w sierpniu 1897. W trakcie spotkania z przedstawicielami parafii odniósł się on przychylnie do sprawy nowego kościoła. Ostatecznie wierni dostali w marcu 1898 od władzy carskiej zgodę tylko na rozbudowę istniejącego kościoła ufundowanego przez Wiesiołowskich, ponieważ w ramach polityki rusyfikacji ludności polskiej nie pozwalano na budowę nowej świątyni.

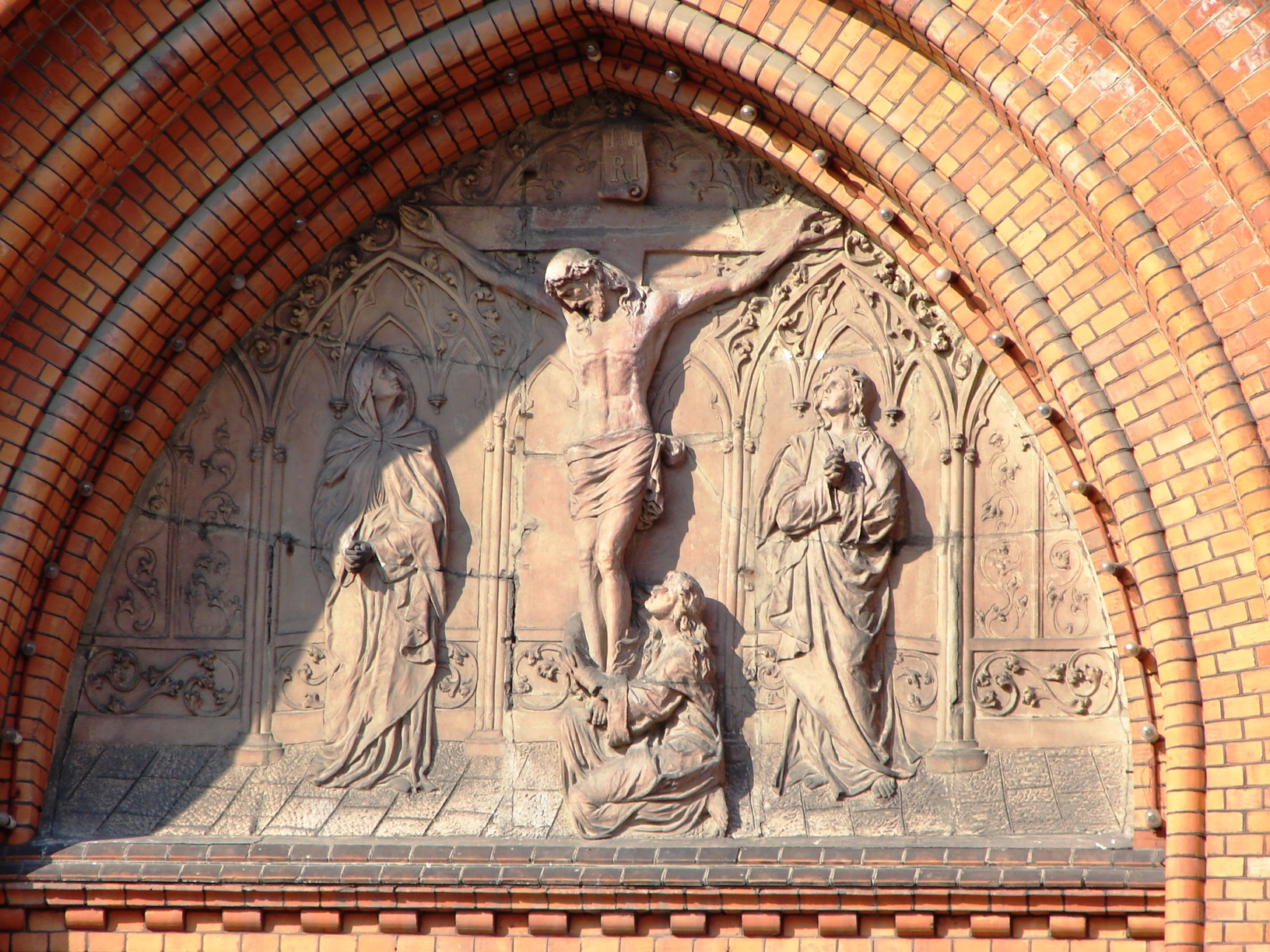
Płaskorzeźba nad głównym wejściem

Wtedy właśnie powstał projekt rozbudowy istniejącego kościoła poprzez dobudowanie nowej, większej świątyni. J. Dziekoński sporządził nową propozycję lokalizacyjną i zmienił dotychczasowy projekt: zaproponował rozebranie prezbiterium starego kościoła parafialnego i zbudowanie prostopadle do jego osi nowego kościoła w typie ”wielkiej katedry”. Według zmodyfikowanego projektu nowy kościół miał być powiększony o jedno przęsło między transeptem a prezbiterium, które też zostało wydłużone. J. Dziekoński nawiązał do własnego projektu kościoła św. Floriana na Warszawskiej Pradze. Zmienił nieco wygląd wież, wzbogacając je o struktury ażurowe, wielouskokowe szkarpy, ostrołuki, pinakle i hełmy iglicowe. Na skrzyżowaniu nawy głównej z transeptem miała powstać strzelista sygnaturka. Wewnątrz miały być sklepienia krzyżowe a na przecięciu naw – gwiaździste. Kosztorys nowego projektu przedstawiony w kwietniu 1899 opiewał na sumę 117815 rubli i 88 kopiejek.

#### Budowa nowego kościoła

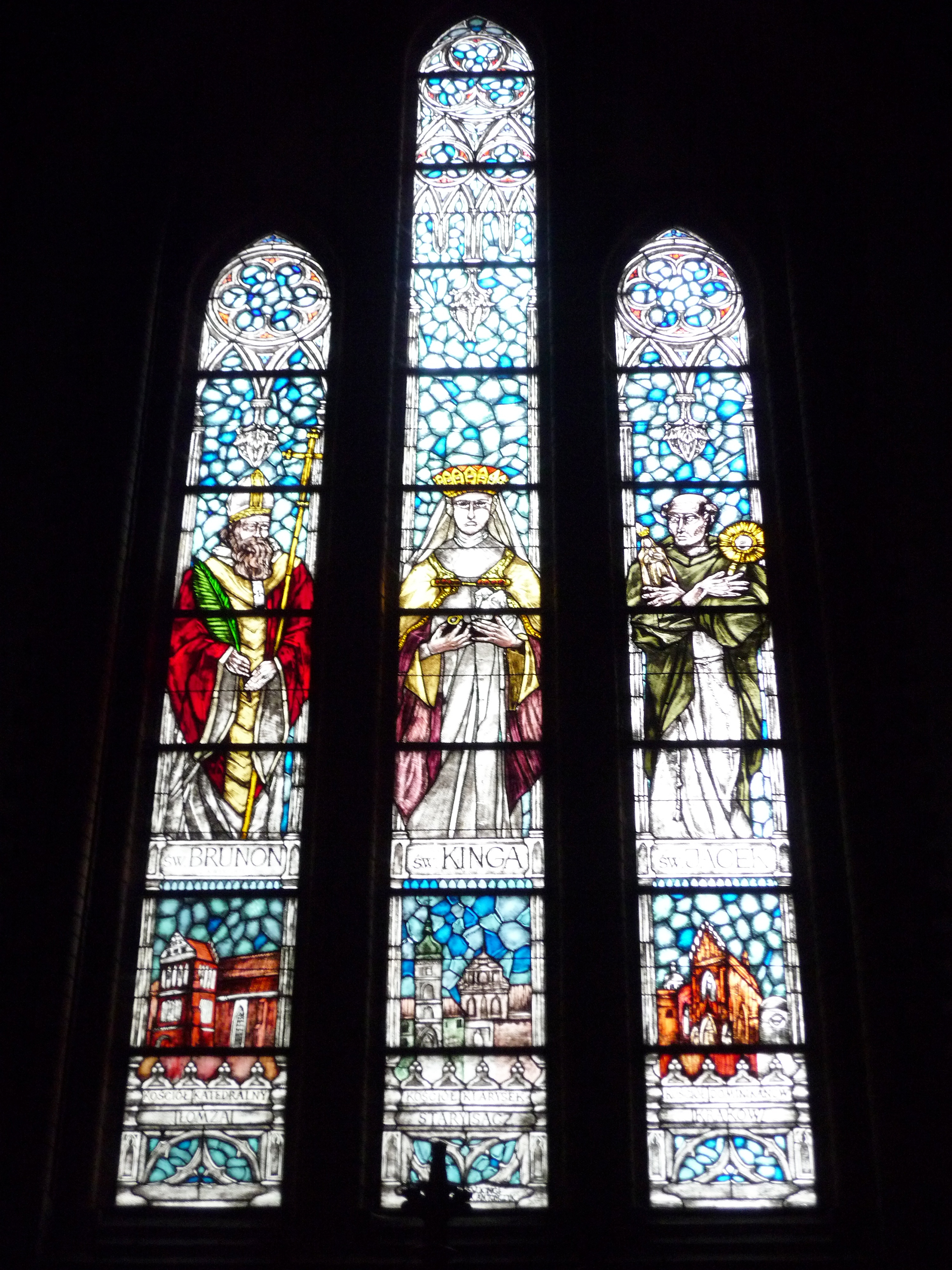
Witraże bazyliki

Po uzyskaniu pozwolenia na budowę ukonstytuował się Komitet Budowy Kościoła pod przewodnictwem ks. Szwarca i 19 kwietnia 1900 rozpoczęto roboty budowlane. 11 czerwca tego samego roku ks. Szwarc poświęcił kamień węgielny. W połowie 1901 ukończono kładzenie fundamentów kościoła natomiast sam kościół wzniesiono w latach 1902–1905.
17 września 1905 uroczystego poświęcenia kościoła z rozporządzenia biskupa wileńskiego Edwarda von Roppa dokonał prałat wileński, ks. Jan Kurczewski. Prace wykończeniowe we wnętrzu zakończyły się 27 października 1907.
Zakończoną budowlę tak opisywał wileński tygodnik „Przyjaciel Ludu” w 1907:
kościół białostocki nie jest jeszcze wykończony ale to co już zrobiono jest tak piękne, gustowne i stylowe, że warto (...) zwiedzić Białystok jedynie dla obejrzenia tej świątyni wspaniałej (Z Litwy, Rusi i Królestwa polskiego. Białystok, „Przyjaciel Ludu” 1907, nr 17, s.135, w: .

#### Okres międzywojenny
W okresie międzywojennym skoncentrowano się na dokończeniu wystroju wnętrza świątyni. Na początku 1925 warszawski rzeźbiarz Wincenty Begnesy przedstawił projekt stalli i obramowania portalu prowadzącego do zakrystii. Stalle miały być wykonane z drewna i ustawione po obu stronach prezbiterium. Składać się miały z siedzisk i zaplecków z nadwieszonymi baldachimami a ich dekoracja miała być neogotycka (maswerki, pinakle, kwiatony). Projekt został zrealizowany częściowo – siedziska ustawiono obustronnie tylko w przęśle ołtarzowym.
W 1926 gotowy był projekt ołtarza Ukrzyżowania, również autorstwa Begnesego. W lewym ramieniu transeptu stawiono też tymczasowy, neogotycki ołtarz z obrazem św. Rocha.
W latach 1926–1929 wykonano 2 neogotyckie konfesjonały, ławki a na ścianach kościoła zawieszono 14 stacji Drogi Krzyżowej – odlanych w gipsie płaskorzeźb ujętych w neogotyckie obramienia.
W 1928 dokonano naprawy wież i elewacji frontowej kościoła.
30 maja 1931 dokonano konsekracji świątyni. Ceremonii przewodniczył abp metropolita wileński Romuald Jałbrzykowski.
W 1935 rozbudowano XVIII-wieczną plebanię, dobudowując salę widowiskową na 800 miejsc i modernizując dotychczasowy budynek poprzez urządzenie hallu, kasy sali parafialnej i dodatkowych pokoi.
W 1938 zawarto umowę z Radą Miejską dotyczącą regulacji zbiegu ulic Kościelnej i Niemieckiej (obecnie Kilińskiego); wybudowano z betonu mur oporowy w celu zabezpieczenia świątyni ulokowanej na wysokim nasypie, na nowo urządzono plac przed fasada kościoła.

#### Okres II wojny światowej
Okres wojny cechowała atmosfera napięcia i terroru. W budynku plebanii i domu parafialnym miały siedzibę hitlerowskie względnie sowieckie służby bezpieczeństwa.
W 1941 pomalowano wnętrza kościoła na kolor kremowy.
W latach 1941–1942 wykonano nowe polichromie i położono podłogę z parkietu w starym kościele.
22-23 lipca 1944 udało się uratować kościoły podczas planowego niszczenia Białegostoku przez wycofujących się z frontu wschodniego Niemców. Przyczyniła się do tego grupa osób z ks. dziekanem Aleksandrem Chodyką na czele. Budowle kościelne nie odniosły dzięki temu większych uszkodzeń w przeciwieństwie do całkowicie wypalonego śródmieścia Białegostoku.

#### Okres powojenny
Tuż po zakończeniu działań wojennych dokonano niezbędnych napraw w kościele i przeprowadzono jego remont pod nadzorem J. Olszewskiego z Warszawy.
Nastąpiła też radykalna zmiana w kościele z powodu zmiany granic państwowych. Wilno, wielowiekowa stolica arcybiskupia, pozostało poza granicami Polski, a metropolita Romuald Jałbrzykowski został zmuszony do opuszczenia wileńskiej siedziby i przeprowadzki do Białegostoku, który z czasem stał się siedzibą władz archidiecezjalnych dla tej części archidiecezji wileńskiej, która znalazła się w granicach powojennej Polski. Kościół zaczął pełnić rolę prokatedry.
Koniec lat 40. XX w. oznaczał zaostrzenie represji państwa komunistycznego wobec kościoła katolickiego.
W końcu lat 50. nastąpiło pewne złagodzenie dotychczasowej polityki władz państwowych wobec kościoła, dzięki czemu można było dokonać remontu prokatedry. W latach 1955–1959 wyremontowano i rozbudowano organy pod nadzorem Stefana Truszczyńskiego z Włocławka.
W latach 1971–1974 przeprowadzono zakrojony na szeroką skalę remont prokatedry, w tym remont dachu i elementów konstrukcyjnych wież.
W 1977 w lewym ramieniu transeptu urządzono kaplicę Matki Bożej Ostrobramskiej, umieszczając w niej kopię obrazu z Ostrej Bramy autorstwa Łucji Bałzukiewiczówny. Kaplicę tę uroczyście poświęcił kardynał Karol Wojtyła w dniu 27 listopada 1977, a 5 czerwca 1995 miała miejsce uroczysta koronacja białostockiego wizerunku Ostrobramskiej Matki Miłosierdzia.
W latach 1977–1984 zbudowano nową plebanię, a stara XVIII-wieczna została przekazana na potrzeby Kurii Arcybiskupiej. Obecnie jest rezydencją arcybiskupów białostockich.
W starym kościele w rozpoczęto w 1980 remont kapitalny i konserwację wewnętrznego wystroju. Odkryto wówczas pod starym kościołem krypty grobowe i zbudowano krypty dla arcybiskupów białostockich. W nich pochowano już arcybiskupa mohylewskiego, wcześniej biskupa wileńskiego, Edwarda von Roppa oraz pierwszego metropolitę białostockiego abpa Edwarda Kisiela.
W latach 1986–1988 zbudowano nowe, neogotyckie konfesjonały.
W latach 1991–1992 dokonano konserwacji ołtarza Ukrzyżowania w kaplicy Najświętszego Sakramentu
W latach 1989–1993 zbudowano nowe ławki.
W latach 1992–1995 miała miejsce konserwacja organów.
W latach 1993–1995 dokonano konserwacji ołtarza głównego.
W latach 1994–1996 zbudowano konfesjonały przyfilarowe.
W 2003 wykonano nowy ołtarz soborowy.
Prace restauracyjne od 2008 kontynuuje ks. proboszcz Henryk Żukowski. W starym kościele farnym przeprowadzono prace konserwatorskie przy ambonie, antependium i chrzcielnicy. 
W dolnym oknie katedry został wstawiony nowy witraż. Kolejne wstawiano sukcesywnie począwszy od 2009. Wszystkie przygotowano w pracowni Marka Wituszyńskiego w Toruniu.

### Status kościoła farnego
- W latach 1945–1991 kościół farny spełniał rolę prokatedry.
- 21 marca 1985 papież Jan Paweł II podniósł świątynię do godności bazyliki mniejszej.
- 5 czerwca 1991 papież Jan Paweł II erygując diecezję białostocką, ustanowił dotychczasową prokatedrę katedrą.
- 25 marca 1992 papież Jan Paweł II podniósł diecezję białostocką do rangi archidiecezji, zaś katedrę do rangi archikatedry.

### Architektura

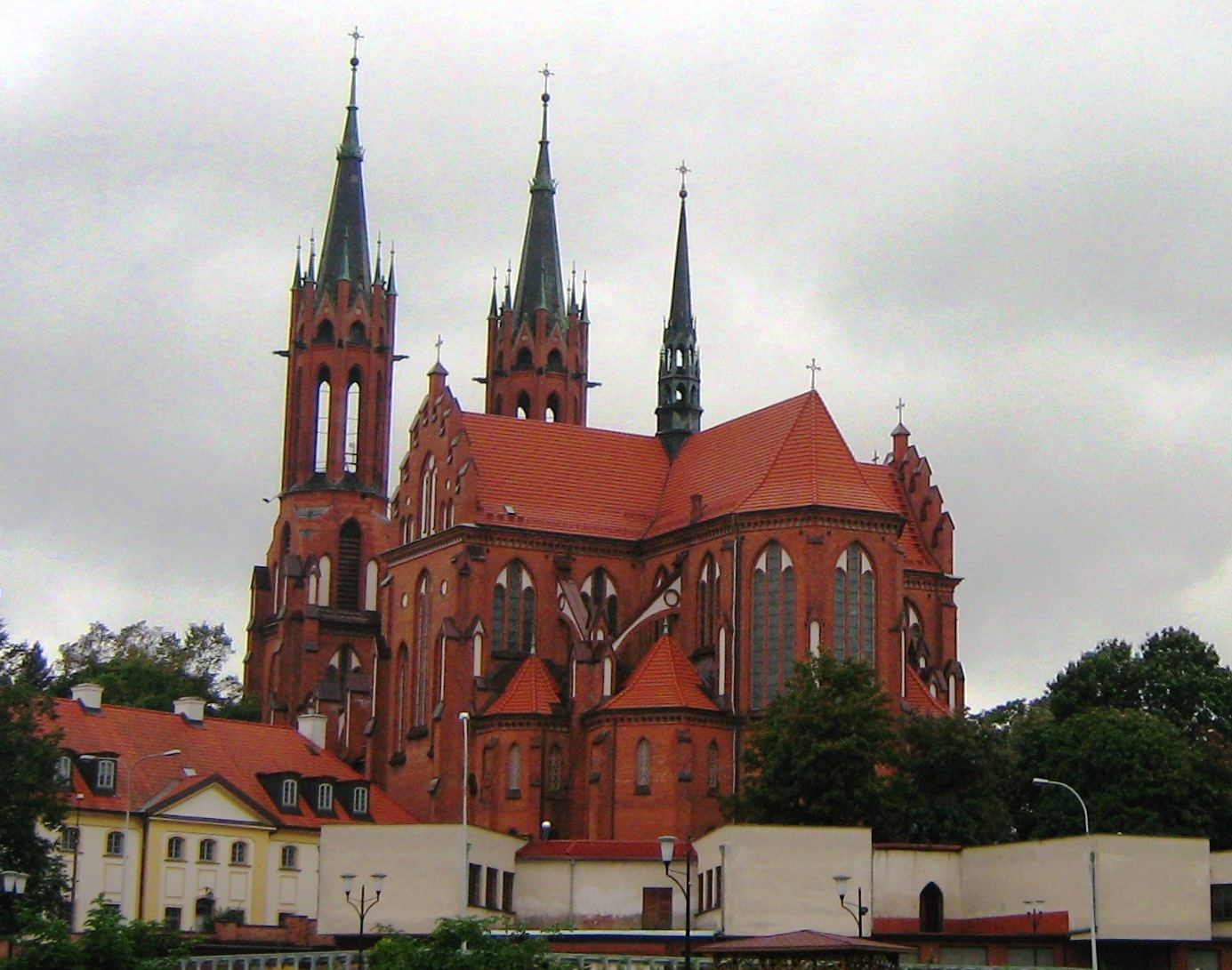
Archikatedra białostocka – widok od strony prezbiterium

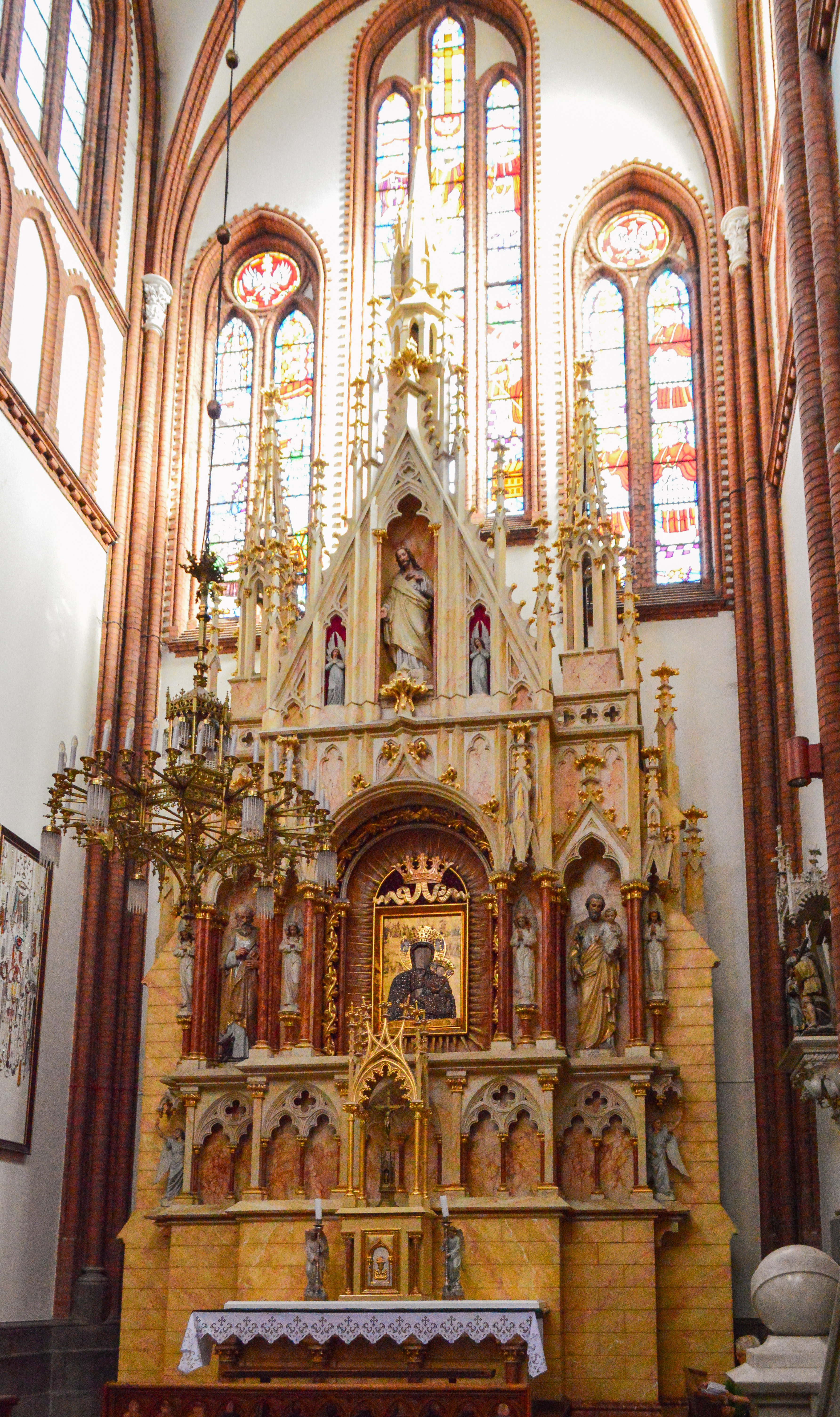
Ołtarz Matki Bożej Częstochowskiej

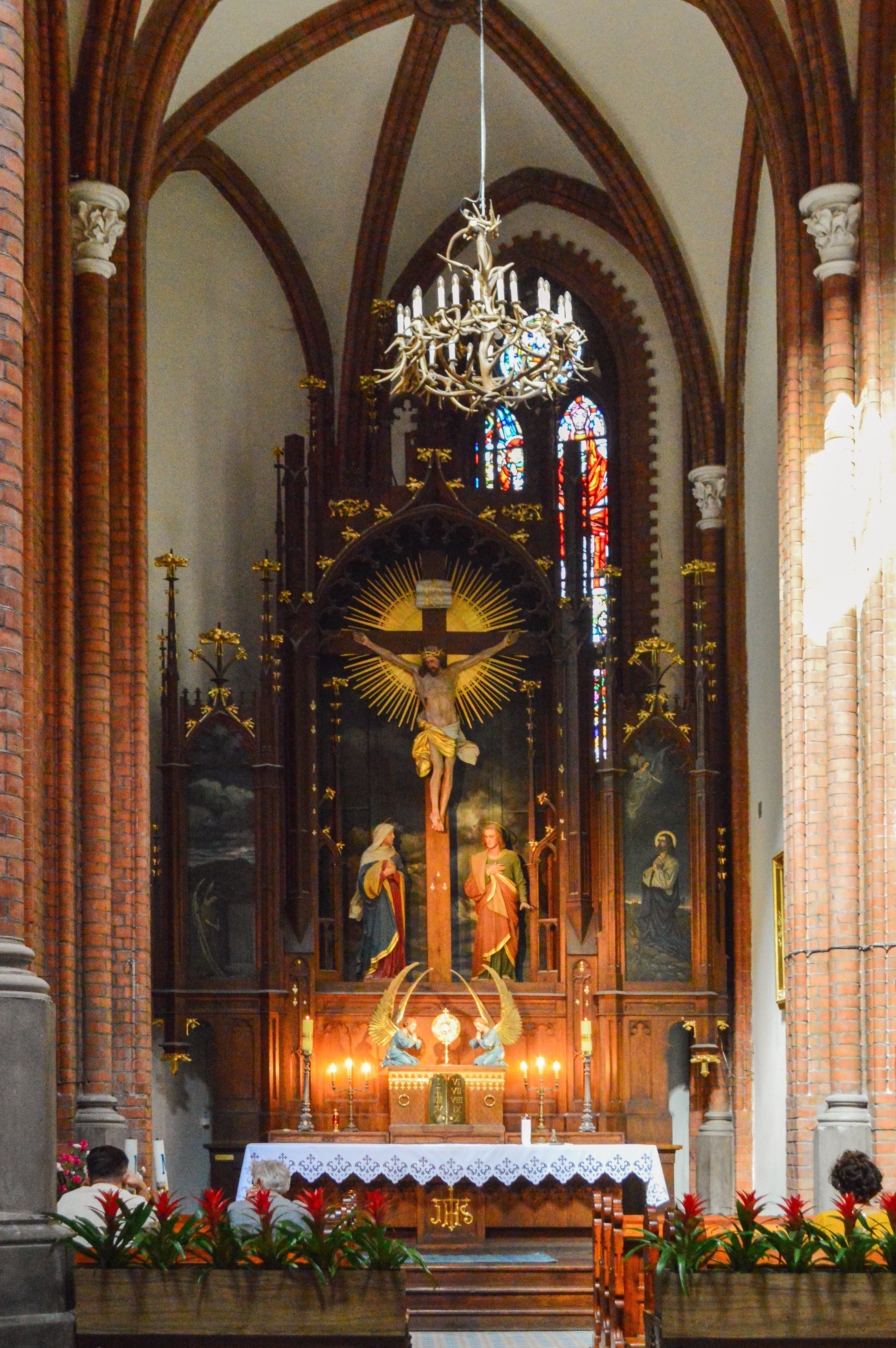
Kaplica Pana Jezusa Ukrzyżowanego

Kościół białostocki został wzniesiony w stylu neogotyku wiślano-bałtyckiego, który uważano w II poł. XIX w. za egzemplifikację polskiego stylu narodowego. Bezpośrednim wzorcem stał się kościół św. Floriana na warszawskiej Pradze, którego budowę rozpoczęto w 1888.
Kościół jest budowlą trzynawową z jednonawowym transeptem, rozplanowaną na motywie krzyża łacińskiego. Korpus główny dzieli się na cztery przęsła poprzeczne. Dodatkowe przęsło jest w części prezbiterialnej. Prezbiterium o szerokości nawy głównej jest zamknięte pięciobocznie. Po obu stronach prezbiterium znajdują się zbudowane na planie kwadratu kaplica i zakrystia, które zostały przedłużone poprzecznie w stosunku do osi głównej kościoła i zamknięte trójbocznymi apsydami. Na osi naw bocznych znajdują się wieże a w ich przyziemiu – przedsionek wejściowy. Przedsionki wejściowe znajdują się również na styku naw bocznych i transeptu.

### Wyposażenie

#### Ołtarze

##### Ołtarz główny Wniebowzięcia NMP
Proboszcz parafii, ks. Szwarc zlecił w 1911 zbudowanie ołtarza głównego warszawskiej firmie Szpetkowskiego. Kosztorys ołtarza wyniósł 28000 rubli. Szpetkowski zamówił projekt u Wincentego Bogaczyka. Ołtarz miał być wykonamy z drewna dębowego oraz pokostowany i politurowany na połysk, natomiast detale architektoniczne miały być wykonane z drewna lipowego. Do pokrycia niektórych elementów (żabki, kwiatony) zaplanowano złoto dukatowe. Mensa miała być zbudowana z cegieł i obłożona marmurem karraryjskim natomiast tabernakulum – z brązu.
Ołtarz został skompletowany w 1915, już w czasie trwania I wojny światowej. Zachwycał kształtem, precyzją wykonania i programem ikonograficznym. Sceny figuralne rozmieszczono analogicznie jak w szafiastych ołtarzach średniowiecznych. Wszystko to sprawia, że ołtarz białostocki zalicza się do ważnych dzieł polskiego neogotyku.
Główna scena przedstawia rzeźbę Wniebowzięcia NMP, rozbudowaną treściowo i przestrzennie. W dolnym poziomie ukazani są apostołowie, zdziwieni nieobecnością śpiącej do niedawna Matki Bożej. Wśród apostołów ukryta jest figura przedstawiająca budowniczego kościoła, ks. Wilhelma Szwarca, który trzyma w swoich rękach krzyż. W drugim poziomie widać Maryję unoszącą się w przestworzach a całość kompozycji wieńczy wyobrażenie Trójcy Świętej: Bóg Ojciec (błogosławiący), Syn Boży i Duch Święty. Na szczycie umieszczono też tetramorfy, czyli symbole czterech Ewangelistów: Mateusza (anioł), Łukasza (wół), Jana (orzeł) i Marka (lew).
Na skrzydłach ołtarza znajdują się dopełniające kompozycję główną cztery sceny z życia Maryi. W pierwszej scenie (lewa górna kwatera) znajduje się Zwiastowanie (archanioł Gabriel objawiający się Maryi), druga scena (prawa górna kwatera) przedstawia Nawiedzenie (św. Elżbieta witająca Maryję), trzecia scena (lewa dolna kwatera) przedstawia Boże Narodzenie (szopka) a czwarta (prawa dolna kwatera) – Ofiarowanie (kapłan trzymający Dzieciątko Jezus).
W ołtarzu umieszczono też figury świętych: Floriana, Jana Chrzciciela, Stanisława Kostki, Kazimierza, Władysława oraz Jana ze Sieny.

##### Ołtarz Matki Boskiej Częstochowskiej
W maju 1906 z Białegostoku do Częstochowy udało się cztery tysiące wiernych w pielgrzymce dziękczynnej. W Częstochowie wierni zebrali składkę na zakup obrazu Matki Boskiej Częstochowskiej. Po powrocie do Białegostoku powołano komitet w celu wybudowania ołtarza dla zakupionego obrazu. Komitet zamówił projekt u J. Dziekońskiego natomiast dzieła wykonanie zlecił firmie Józefa Szpetkowskiego. Budowę ołtarza rozpoczęto w 1907 a 3 maja 1908 gotowy ołtarz został poświęcony przez ks. Szwarca.
Ołtarz został zbudowany z drewna i powleczony masą mozaikową. Ogólną formą przypominał on przekrój świątyni gotyckiej. Strukturę ołtarza wieńczył trójkątny tympanon zakończony trzema ażurowymi wieżyczkami. Nastawa ołtarzowa jest trójpoziomowa, z wysuniętą przed lico konstrukcji częścią środkową. Druga kondygnacja została opracowana w formie biforialnych arkadek a na trzeciej kondygnacji w centralnej arkadzie umieszczono obraz Matki Boskiej Częstochowskiej flankowany figurami św. Józefa z Dzieciątkiem i św. Łukasza. Nad obrazem, w tympanonie umieszczono figurę Chrystusa flankowaną figurkami aniołów. Obraz uzupełnia bogactwo neogotyckich detali architektonicznych. Zamontowano również podnoszony obraz ze sceną Przemienienia Pańskiego, fundacji Marcelego i Ewy Ramlów.

##### Ołtarz Pana Jezusa Ukrzyżowanego
Ołtarz Pana Jezusa Ukrzyżowanego, wykonany z drewna dębowego przez W. Bogaczyka w 1926. Zawiera tabernakulum, przypominające arkę przymierza. Na ścianach wiszą obrazy Matki Bożej Bolesnej, św. Rocha i św. Franciszka oraz pamiątkowe tablice poświęcone Papieżowi Piusowi X i ks. W. Szwarcowi.

##### Ołtarz Matki Bożej Miłosierdzia

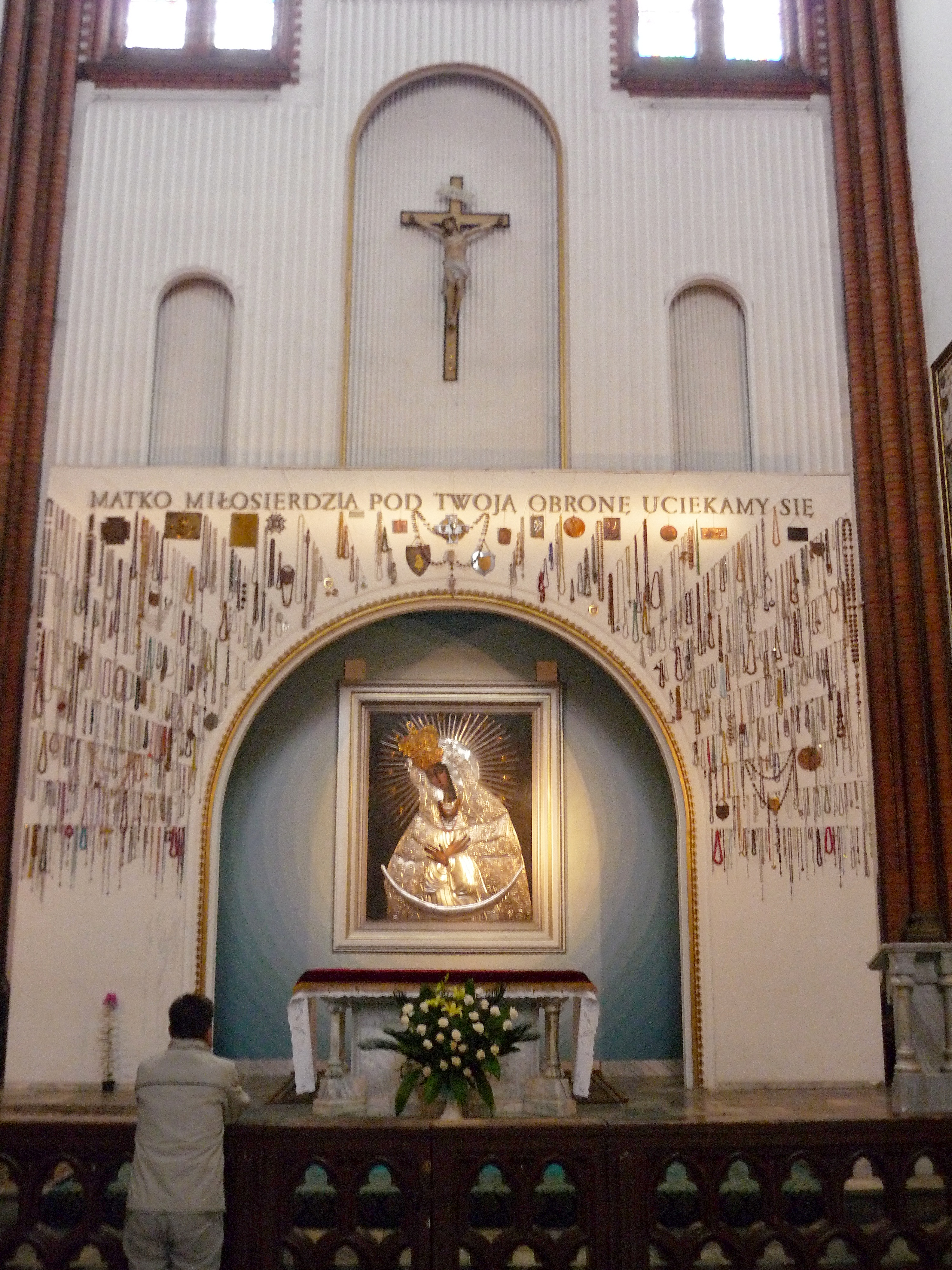
Ołtarz Matki Bożej Miłosierdzia

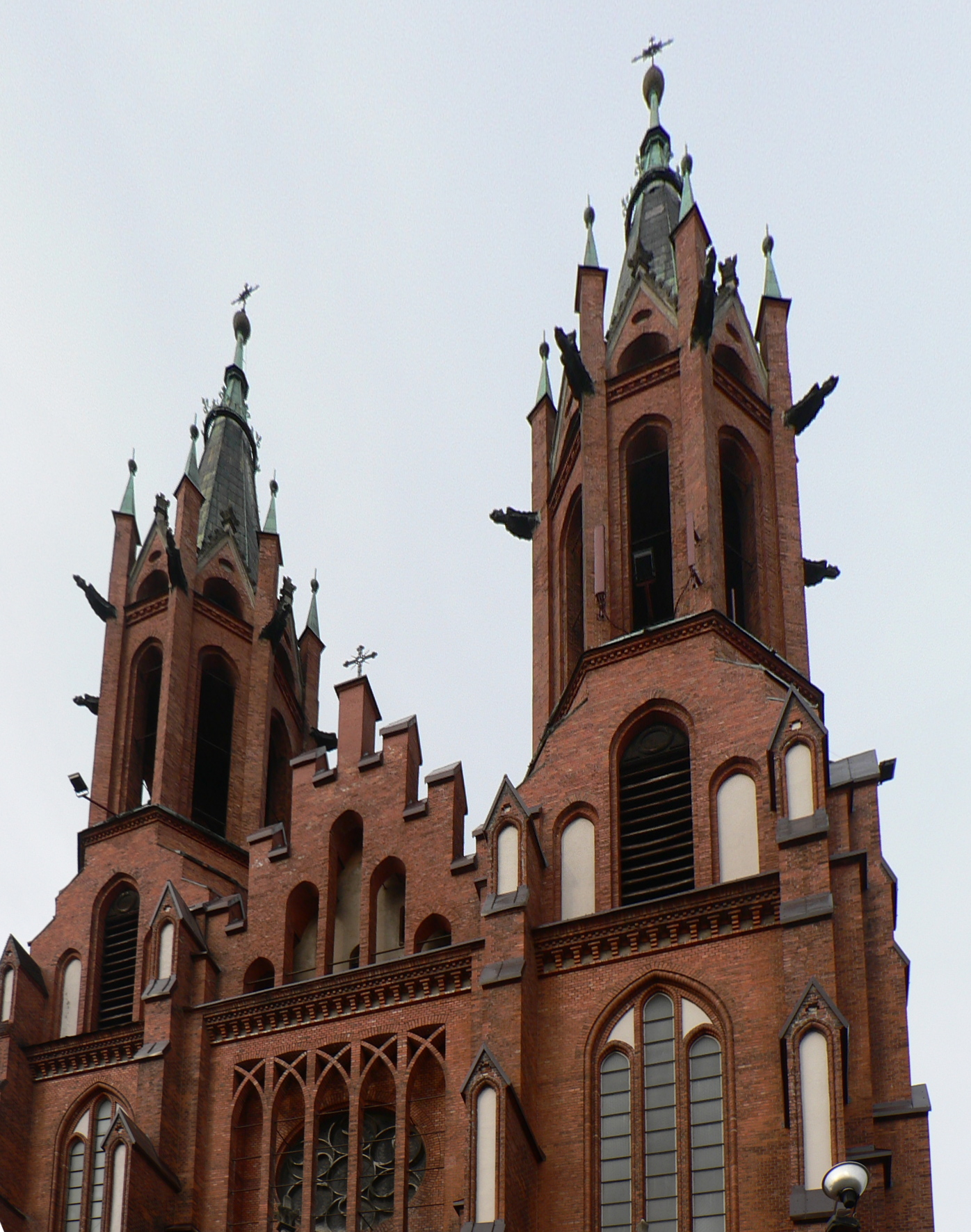
Wieże archikatedry białostockiej

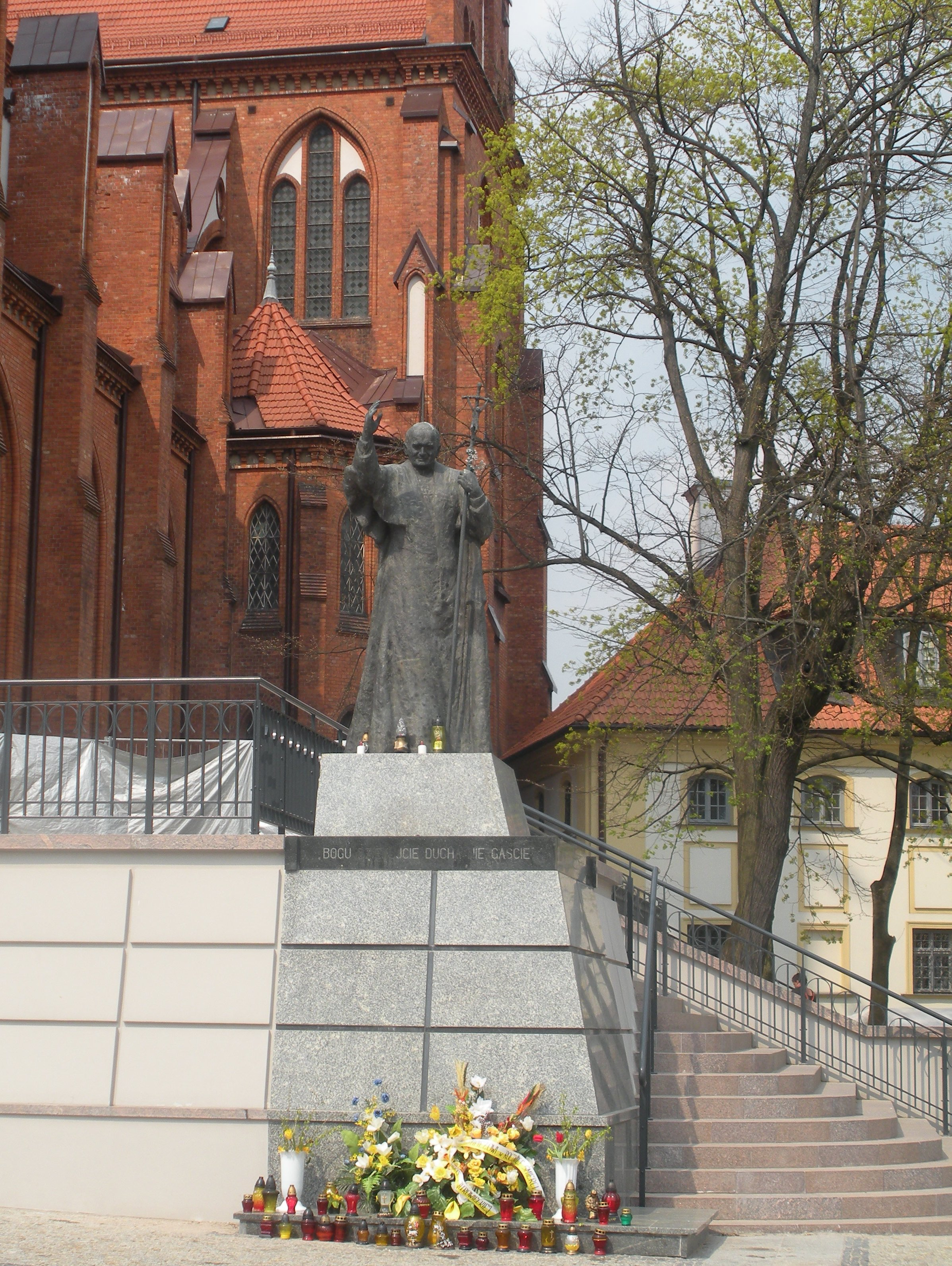
Pomnik Jana Pawła II przed wejściem do archikatedry

W połowie lat 70. XX wieku przyjęto pomysł urządzenia w prokatedrze kaplicy poświęconej Matce Boskiej Ostrobramskiej – dla podkreślenia wielowiekowej łączności lokalnego kościoła z Wilnem. W 1971 zorganizowano w Białymstoku uroczystości 300-lecia czci Matki Boskiej Ostrobramskiej. Z okazji 25-lecia kapłaństwa biskupa białostockiego Henryka Gulbinowicza księża archidiecezji w Białymstoku zakupili kopię wileńskiego obrazu, namalowaną farbami olejnymi na płótnie w 1927 przez wileńską malarkę Łucję Bałzukiewiczównę, przechowywaną do końca wojny w jej domu. Podczas repatriacji obraz wraz z malarką i jej rodziną trafił do Lublina, a w 1975 przewieziono go do Białegostoku i wręczono jako dar biskupowi Henrykowi Gulbinowiczowi. Ten z kolei ofiarował obraz prokatedrze białostockiej, gdy odchodził do metropolii wrocławskiej jako jej nowy zwierzchnik.
Duchowieństwo prokatedry podjęło decyzję o urządzeniu kaplicy Matki Boskiej Ostrobramskiej. Na miejsce wybrano lewe ramię transeptu, w którym dotąd znajdował się neogotycki ołtarz św. Rocha i św. Teresy. Projekt kaplicy przygotował w 1976 architekt Adolf Szczypiński. W projekcie nawiązał on do idei dwukondygnacyjnej wileńskiej Ostrej Bramy. Głównym motywem kondygnacji dolnej był łuk odwzorowujący przejazd bramny, natomiast motywem kondygnacji górnej były trzy arkady nawiązujące do trzech okien kaplicy wileńskiej. W arkadzie środkowej umieszczono obraz. Tłem dla wizerunku miały być białe ściany. Przestrzeń transeptu zamknięto kutą, metalową kratą. Kaplicę ukończono w 1977. Poświęcenia kaplicy i obrazu dokonał 27 listopada 1977 metropolita krakowski, kardynał Karol Wojtyła. Obraz uzupełniono wówczas srebrną sukienką, koroną, nimbem z promieniami i półksiężycem, na podobieństwo wileńskiego oryginału. Nieprzerwanie narastał kult obrazu. Wobec tego faktu biskup białostocki Edward Kisiel zwrócił się z prośbą o koronację obrazu do Stolicy Apostolskiej. Ta zgodziła się, wydając stosowny dekret 16 kwietnia 1993. Wówczas zamówiono w Krakowie srebrne, pozłacane korony, sam zaś obraz umieszczono w dolnej kondygnacji ołtarza w celu przybliżenia go wiernym. Przed ołtarzem ustawiono nowy, marmurowy stół ołtarzowy. W marcu 1995 papież Jan Paweł II poświęcił w Rzymie nowe korony, które zawieszono na białostockim obrazie 5 czerwca 1995.
Ołtarz Matki Bożej Miłosierdzia jest diecezjalnym sanktuarium maryjnym. Na ścianach ołtarza wiszą liczne wota dziękczynne (różańce), tablice epitafijne abpa Romualda Jałbrzykowskiego, bpa Adama Sawickiego, bpa Władysława Suszczyńskiego oraz tablice z nazwiskami kapłanów zamordowanych w czasie II wojny światowej.

##### Ołtarz Pana Jezusa Miłosiernego
Ołtarz Pana Jezusa Miłosiernego znajduje się w przygotowanym na Rok Jubileuszowy 2000 ołtarzu zaprojektowanym przez Wojciecha Lachowicza, a wykonanym w warsztacie stolarskim Sołowieja z Białegostoku. Wisi nad nim obraz namalowany w 1946 przez Śleńdzińskiego. W oknach kaplicy umieszczono witraże przedstawiające św. Faustynę Kowalską i ks. Michała Sopoćkę. Na bocznej ścianie wisi tablica pamiątkowa bpa Edwarda Kisiela.

##### Ołtarz św. Antoniego
Ołtarz św. Antoniego zbudowany w 1906 jako ofiara pracowników kolejowych ze Starosielc (ob. część Białegostoku). W ołtarzu umieszczono obrazy św. Antoniego (namalowany przez Kazimierza Stabrowskiego) oraz św. Kazimierza, a także figury św. Augustyna i św. Ambrożego.

#### Ambona
Ambona powstała w latach 1907-1909 według projektu J.P. Dziekońskiego. Jest ona marmurowa; przykryta baldachimem, w kształcie ośmiokąta; zawiera także płaskorzeźbę z brązu Pan Jezus wśród dzieci.

#### Organy

##### Historia
Organy ufundowane zostały w lutym 1903 przez byłego marszałka powiatu białostockiego – Jakuba Sakowicza. Budowę ich rozpoczął w 1905 Józef Rudowicz z Wilna, a po jego śmierci dokończył Antoni Szymański z Warszawy. Budowa organów zakończyła się w 1908. Gotowy instrument miał 42 głosy podzielone na 3 manuały i pedał oraz wiatrownicę elektryczną.
W latach 1955–1959 rozbudowano organy pod nadzorem Stefana Truszczyńskiego z Włocławka. Do istniejących 3 manuałów i pedału z 42 głosami dodano 24 nowe głosy uzyskując ich w sumie 65; dodano też nowe elementy wyposażenia (wiatrownice, kanały, aparaty wibracyjne, 2 miechy i 2 elektrowentylatory). Do istniejących 2995 piszczałek dodano 561 nowych.
30 czerwca 1994 Archidiecezjalna Komisja Muzyki Kościelnej, pod przewodnictwem ks. prof. Eugeniusza Murawskiego zaleciła przeprowadzenie generalnego remontu organów. Remont przeprowadzono w 1996 pod nadzorem organmistrza Andrzeja Kowalewskiego, który m.in. naprawił i wyregulował stół gry i trakturę, wykonał czyszczenie, naprawę i konserwację piszczałek, naprawę wiatrownic, miechów i regulatorów powietrza.
23 października 1996 Archidiecezjalna Komisja Muzyki Kościelnej dokonała komisyjnego przyjęcia kapitalnego remontu organów.
Organy w katedrze, oprócz gry liturgicznej podczas nabożeństw są wykorzystywane również do działalności koncertowej. Organizowane są letnie Katedralne Koncerty Organowe, podczas można podziwiać brzmienie tego instrumentu i wirtuozowską grę organistów polskich i zagranicznych.

##### Dyspozycja
| Manuał I          | Manuał II             | Manuał III               | Pedał                |
| ----------------- | --------------------- | ------------------------ | -------------------- |
| 1. Pryncypał 16'  | 1. Fugara 16'         | 1. Pryncypał 8'          | 1. Kontrabas 16'     |
| 2. Bourdon 16'    | 2. Pryncypał 8'       | 2. Bourdon 8'            | 2. Pryncypbas 16'    |
| 3. Pryncypał 8'   | 3. Sylwestryna 8'     | 3. Bachflet 8'           | 3. Wiolonbas 16'     |
| 4. Gamba 8'       | 4. Flet kryty 8'      | 4. Szpicflet 8'          | 4. Subbas 16'        |
| 5. Gemshorn 8'    | 5. Koncert flet 8'    | 5. Aeolina 8'            | 5. Oktawbas 8'       |
| 6. Salicet 8'     | 6. Traw.flet 4'       | 6. Vox coel. 8'          | 6. Wiolina 8'        |
| 7. Holflet 8'     | 7. Dolce 4'           | 7. Flet harm. 4'         | 7. Fletbas 8'        |
| 8. Kwintaton 8'   | 8. Róg nocny 4'       | 8. Prestant 4'           | 8. Oktawa 4'         |
| 9. Gedeckt 8'     | 9. Oktawa 4'          | 9. Fugara 4'             | 9. Kwinta 5 1/3'     |
| 10. Rurflet 4'    | 10. Flautino 2'       | 10. Flageolet 2'         | 10. Flet 4'          |
| 11. Flet kryty 4' | 11. Pikolo 1'         | 11. Róg nocny 2'         | 11. Mikstura 4 rz.   |
| 12. Wiolina 4'    | 12. Kwint flet 2 2/3' | 12. Tercja 1 3/5'        | 12. Puzonbas 16'     |
| 13. Oktawa 2'     | 13. Tercja 2 rz.      | 13. Superkwint 1 1/3'    | 13. Subkontrabas 32' |
| 14. Kwinta 1 1/3' | 14. Flageolet 1'      | 14. harm. aeter. 3 rz.z. |                      |
| 15. Oktawa 2'     | 15. Sesquialt 2 rz.   | 15. Scharf 3 rz.         |                      |
| 16. Nasard 2 2/3' | 16. Cymbel 3 ch.      | 16. Obój 8'              |                      |
| 17. Superokt 1'   | 17. Kornet 5 ch.      |                          |                      |
| 18. Mixtura 2-6   | 18. Klarnet 8'        |                          |                      |
| 19. Trompet 8'    |                       |                          |                      |

## Plebania
W latach 1977–1984 przy katedrze zbudowano nową plebanię. Natomiast zbudowana w stylu późnobarokowym (ok. 1760) "stara" plebania służy obecnie jako rezydencja arcybiskupów białostockich.